# Баркола, Малкольм
Малкольм Баркола (фр. Malcolm Barcola; род. 14 мая 1999, Лион, Франция) — тоголезский футболист, вратарь клуба «Тузла Сити» и сборной Того.

## Клубная карьера
Играл в молодёжке «Олимпик Лион». В июле 2018 года стал игроком «Лиона Б». Дебютировал в чемпионате Насьональ 8 сентября 2018 года в матче с «Марсель Эндум». В июле 2021 года стал игроком основной команды «Лиона». В июле 2022 года перешёл в боснийский «Тузла Сити».

## Карьера в сборной
Осенью 2019 года был вызван в сборную Того. Дебютировал на международном уровне 10 сентября 2019 года в матче квалификации к Чемпионату Мира 2022 против сборной Коморских островов.